# 1600メートルリレー走
1600メートルリレー走（1600メートルリレーそう、英語: 4x400 metres relay）は、4人で400mずつリレーしながら走り、その時間を競う陸上競技である。

## 概要
1600メートルは約1マイルであることから、マイルリレーとも呼ばれる。また、4×400mRや1600mRと表記されることも多い。ほとんどの大会ではマラソンなどを除いて最終種目として行われることが多く、大いに盛り上がる種目である。
第1走者のみがセパレートレーンで走り、第2走者が第2コーナーを回ってからはオープンレーンとなる。この為、選手同士の接触や接触によるバトンの落下、また競り合いによる激しい肉弾戦も展開される。走力も重要だが、リレーゾーンではコーナートップ制を取っていて、2走から3走、3走からアンカーへのバトンパスは、走り終えた選手がバトンを受けて走り出す選手の進路を妨げてしまう（走り終えた直後であり、後ろは見えない）危険もあり、ここでのタイムロスもまた勝負の行方を左右するのでバトンパスも重要である。
基本的には400mを得意にする選手で構成されることが多いが、持久力があり、ラストスパートの強さを生かせる800メートル走の選手や、障害走ながら同じ距離を走る400メートルハードルの選手が起用されることも多い。またスピードを武器とする100m、200mを本業とする選手がオリンピックや世界陸上競技選手権大会の決勝で、メダル獲得や入賞への切り札として投入され、大きく貢献することもある（日本では伊東浩司、世界ではアリソン・フェリックスなどが該当する）。但しこれは多くの大会の場合、彼らの本職である4×100mRの決勝と本種目の予選が同一日（最終日の前日）に重なっており、たとえ2、3時間の間隔が開いていてもかけもちが難しい（スタッフも無理をさせたくないのが本音と思われる）という日程面の影響もある。
男子、女子に加え、男女混合がU18では2015年世界ユースから、U18以外では2017年世界リレー以降国際大会で行われている。

## 現在の競技状況
世界的に男子は、アメリカ合衆国が400メートルのベストタイム43 - 44秒台の選手を多数擁する絶対の選手層で、実力が突出しているが、2 - 8位ぐらいまでは実力的にほとんど差がない状態である。1990年代後半〜2000年代の初めには日本の実力は5位前後で、今後の強化次第では世界選手権やオリンピックでのメダル獲得は決して夢ではないと思われていた時期もあった。戦前の1932年ロサンゼルスオリンピックで5位入賞を果たして以来、長らく決勝に進めない状況が続いていたが、1996年アトランタオリンピックで戦後初の5位入賞を果たし、2003年世界陸上パリ大会では7位入賞、2004年アテネオリンピックではこの種目としては世界大会過去最高の4位（3位とは100分の9秒差）に入っている。反面決勝の常連である4×100mRに比べると選手の層が薄く、選手個人の故障などもあってベストな状態で挑めることが少なく、北京オリンピックではベストメンバーを組めず予選で敗退するなど、現在では決勝進出が目標となっている。世界陸上選手権は第1回からの連続出場を続けてきたが、2009年は参加標準記録を切ることができず、連続出場が途切れた。
女子はアメリカ、ジャマイカ、ロシアなどが実力上位と考えられ、日本は世界選手権やオリンピックの出場枠の上位16位が当面の目標であったが、2008年北京オリンピックで史上初めて出場枠を手に入れ、予選敗退ながらも日本記録に匹敵する走りを披露した。

## 男子
| 記録         | タイム    | 氏名                                                                                 | 所属                         | 日付           |
| ------------ | --------- | ------------------------------------------------------------------------------------ | ---------------------------- | -------------- |
| 世界         | 2分54秒29 | アンドリュー・バルモン、クインシー・ワッツ、ブッチ・レイノルズ、マイケル・ジョンソン | アメリカ合衆国               | 1993年8月22日  |
| 世界ジュニア | 2分59秒30 | Frederick LEWIS、Matthew BOLING、Matthew MOORER、Justin ROBINSON                     | アメリカ合衆国               | 2019年7月21日  |
| 日本         | 2分58秒33 | 中島佑気ジョセフ、川端魁人、佐藤風雅、佐藤拳太郎                                     | 日本                         | 2024年8月10日  |
| 学生         | 3分03秒71 | 小林稔、向井裕紀弘、中川亘、山村貴彦                                                 | 日本大学                     | 2000年5月21日  |
| 学生(混成)   | 3分03秒20 | 太田和憲、堀籠佳宏、山村貴彦、成迫健児                                               | 日本                         | 2005年8月20日  |
| 日本ジュニア | 3分04秒11 | ウォルシュ・ジュリアン、油井快晴、北川貴理、加藤修也                                 | 日本                         | 2014年7月27日  |
| 高校         | 3分07秒25 |                                                                                      | 洛南高等学校                 | 2025年7月29日  |
| 中学         | 3分25秒5  | 尾崎宏文、井谷弘志、矢追孝、谷脇啓司                                                 | 川西町三宅町組合立式下中学校 | 1987年6月28日  |
| 中学(混成)   | 3分21秒88 | 山下永吉、小栗良太、田島凌、大石真功                                                 | 静岡県中学選抜               | 2007年11月23日 |

## 女子
| 記録         | タイム    | 氏名                                                                           | 所属                   | 日付           |
| ------------ | --------- | ------------------------------------------------------------------------------ | ---------------------- | -------------- |
| 世界         | 3分15秒17 | タチアナ・レドフスカヤ、オルガ・ナザロワ、マリヤ・ピニギナ、オルガ・ブリズギナ | ソビエト連邦           | 1988年10月1日  |
| 世界ジュニア | 3分24秒04 | Alexis HOLMES, Kimberly HARRIS, Ziyah HOLMAN, Kayla DAVIS                      | アメリカ合衆国         | 2019年7月21日  |
| 日本         | 3分28秒91 | 青山聖佳、市川華菜、千葉麻美、青木沙弥佳                                       | 日本                   | 2015年8月29日  |
| 学生         | 3分34秒70 | 渡辺なつみ、丹野麻美、青木沙弥佳、金田一菜可                                   | 福島大学               | 2007年10月28日 |
| 日本ジュニア | 3分34秒83 | 天野恵子、笠島里美、山形依希子、柿沼和恵                                       | 日本                   | 1992年9月20日  |
| 高校         | 3分37秒67 | 戸谷温海、川田朱夏、戸谷湧海、佐々木梓                                         | 東大阪大学敬愛高等学校 | 2016年8月2日   |
| 高校(混成)   | 3分35秒03 | 青山聖佳、杉浦はる香、大木彩夏、神保祐希                                       | 日本選抜U19            | 2013年11月2日  |
| 中学         | 3分54秒88 | 徳田由美子、松本恵、飯島直美、鈴木真紀                                         | 三芳町立藤久保中学校   | 1988年11月3日  |

## 世界記録

### 世界記録の変遷
- 1977年以降の電気計時公認記録

| タイム    | 氏名                                                                                 | 所属           | 日付          | 場所               | 大会         |
| --------- | ------------------------------------------------------------------------------------ | -------------- | ------------- | ------------------ | ------------ |
| 2分56秒16 | ダニー・エベレット、スティーブ・ルイス、Kevin Robinzine、ハリー・レイノルズ          | アメリカ合衆国 | 1988年10月1日 | ソウル             | オリンピック |
| 2分55秒74 | アンドリュー・バルモン、クインシー・ワッツ、マイケル・ジョンソン、スティーブ・ルイス | アメリカ合衆国 | 1992年8月8日  | バルセロナ         | オリンピック |
| 2分54秒29 | アンドリュー・バルモン、クインシー・ワッツ、ブッチ・レイノルズ、マイケル・ジョンソン | アメリカ合衆国 | 1993年8月22日 | シュトゥットガルト | 世界選手権   |

| タイム    | 氏名                                                                           | 所属         | 日付          | 場所       | 大会             |
| --------- | ------------------------------------------------------------------------------ | ------------ | ------------- | ---------- | ---------------- |
| 3分19秒04 | Kirsten Siemon、ザビーネ・ブッシュ、ダグマル・リュプサム、マリタ・コッホ       | 東ドイツ     | 1982年9月11日 | アテネ     | ヨーロッパ選手権 |
| 3分15秒92 | Gesine Walther、ザビーネ・ブッシュ、ダグマル・ノイバウアー、マリタ・コッホ     | 東ドイツ     | 1984年6月3日  | エアフルト | 東ドイツ選手権   |
| 3分15秒17 | タチアナ・レドフスカヤ、オルガ・ナザロワ、マリヤ・ピニギナ、オルガ・ブリズギナ | ソビエト連邦 | 1988年10月1日 | ソウル     | オリンピック     |

### 歴代パフォーマンス10傑
|    | タイム    | 氏名 | 所属           | 日付          | 場所               |
| -- | --------- | --- | -------------- | ------------- | ------------------ |
| 1  | 2分54秒29 | アンドリュー・バルモン、クインシー・ワッツ、ブッチ・レイノルズ、マイケル・ジョンソン                     | アメリカ合衆国 | 1993年8月22日 | シュトゥットガルト |
| 2  | 2分54秒43 | Christopher BAILEY、バーノン・ノーウッド、ブライス・デッドモン、ライ・ベンジャミン                       | アメリカ合衆国 | 2024年8月10日 | パリ               |
| 3  | 2分54秒53 | バヤポ・ヌドリ、ブサン・ケビナチピ、アンソニー・パセラ、レツィレ・テボゴ                                 | ボツワナ       | 2024年8月10日 | パリ               |
| 4  | 2分55秒39 | ラショーン・メリット、アンジェロ・テイラー、デービッド・ネビル、ジェレミー・ウォリナー                   | アメリカ合衆国 | 2008年8月23日 | 北京               |
| 5  | 2分55秒56 | ラショーン・メリット、アンジェロ・テイラー、ダロルド・ウィリアムソン、ジェレミー・ウォリナー             | アメリカ合衆国 | 2007年9月2日  | 大阪               |
| 6  | 2分55秒70 | マイケル・チェリー、マイケル・ノーマン、ブライス・デッドモン、ライ・ベンジャミン                         | アメリカ合衆国 | 2021年8月7日  | 東京               |
| 7  | 2分55秒74 | アンドリュー・バルモン、クインシー・ワッツ、マイケル・ジョンソン、スティーブ・ルイス                     | アメリカ合衆国 | 1992年8月8日  | バルセロナ         |
| 8  | 2分55秒83 | アレックス・ヘイドック・ウィルソン、マシュー・ハドソン＝スミス、ルイス・デイヴィー、チャーリー・ドブソン | イギリス       | 2024年8月10日 | パリ               |
| 9  | 2分55秒91 | オーティス・ハリス、デリク・ブルー、ジェレミー・ウォリナー、ダロルド・ウィリアムソン                     | アメリカ合衆国 | 2004年8月28日 | アテネ             |
| 10 | 2分55秒99 | Lamont Smith、アルビン・ハリソン、Derek Mills、Anthuan Maybank                                           | アメリカ合衆国 | 1996年8月3日  | アトランタ         |

|    | タイム    | 氏名 | 所属           | 日付          | 場所               |
| -- | --------- | --- | -------------- | ------------- | ------------------ |
| 1  | 3分15秒17 | タチアナ・レドフスカヤ、オルガ・ナザロワ、マリヤ・ピニギナ、オルガ・ブリズギナ                                 | ソビエト連邦   | 1988年10月1日 | ソウル             |
| 2  | 3分15秒27 | シェミアー・リトル、シドニー・マクラフリン、ガブリエル・トーマス、アレクシス・ホームズ                         | アメリカ合衆国 | 2024年8月10日 | パリ               |
| 3  | 3分15秒51 | ディニアン・ハワード、ダイアン・ディクソン、バレリー・ブリスコ＝フックス、フローレンス・グリフィス＝ジョイナー | アメリカ合衆国 | 1988年10月1日 | ソウル             |
| 4  | 3分15秒92 | Gesine Walther、ザビーネ・ブッシュ、ダグマル・ノイバウアー、マリタ・コッホ                                     | 東ドイツ       | 1984年6月3日  | エアフルト         |
| 5  | 3分16秒71 | グウェン・トーレンス、マイセル・マローン、ナターシャ・カイザー＝ブラウン、ジール・マイルス＝クラーク           | アメリカ合衆国 | 1993年8月22日 | シュトゥットガルト |
| 6  | 3分16秒85 | シドニー・マクラフリン、アリソン・フェリックス、ダリラ・ムハンマド、アシング・ムー                             | アメリカ合衆国 | 2021年8月7日  | 東京               |
| 7  | 3分16秒87 | Kirsten Siemon-Emmelmann、ザビーネ・ブッシュ、ペトラ・ミュラー、マリタ・コッホ                                 | 東ドイツ       | 1986年8月31日 | シュトゥットガルト |
| 7  | 3分16秒87 | ディーディー・トロッター、アリソン・フェリックス、フランセナ・マッコロリー、サーニャ・リチャーズ＝ロス         | アメリカ合衆国 | 2012年8月11日 | ロンドン           |
| 9  | 3分17秒79 | タリサ・ディグス、アビー・ステイナー、ブリットン・ウィルソン、シドニー・マクラフリン                           | アメリカ合衆国 | 2022年7月24日 | ユージーン         |
| 10 | 3分17秒83 | デビー・ダン、アリソン・フェリックス、ラシンダ・ディーマス、サーニャ・リチャーズ＝ロス                         | アメリカ合衆国 | 2009年8月23日 | ベルリン           |

### 国別歴代10傑
|    | タイム    | 氏名 | 所属                 | 日付          | 場所               |
| -- | --------- | --- | -------------------- | ------------- | ------------------ |
| 1  | 2分54秒29 | アンドリュー・バルモン、クインシー・ワッツ、ブッチ・レイノルズ、マイケル・ジョンソン                     | アメリカ合衆国       | 1993年8月22日 | シュトゥットガルト |
| 2  | 2分54秒53 | バヤポ・ヌドリ、ブサン・ケビナチピ、アンソニー・パセラ、レツィレ・テボゴ                                 | ボツワナ             | 2024年8月10日 | パリ               |
| 3  | 2分55秒83 | アレックス・ヘイドック・ウィルソン、マシュー・ハドソン＝スミス、ルイス・デイヴィー、チャーリー・ドブソン | イギリス             | 2024年8月10日 | パリ               |
| 4  | 2分56秒72 | クリス・ブラウン、デメトリウス・ピンダー、マイケル・マシュー、ラモン・ミラー                             | バハマ               | 2012年8月10日 | ロンドン           |
| 5  | 2分56秒75 | マイケル・マクドナルド、グレッグ・ホートン、ダニー・マクファーレン、Davian Clarke                        | ジャマイカ           | 1997年8月10日 | アテネ             |
| 6  | 2分57秒18 | リーマルビン・ボネバシア、テレンスアハルト、トニー・ファンディーペン、ラムセイ・アンペ                   | オランダ             | 2021年8月7日  | 東京               |
| 7  | 2分57秒50 | ガルデオ・アイザックス、ウデメ・オコン、リーンデルト・クーケムール、ザキシ・ネネ                         | 南アフリカ共和国     | 2025年5月10日 | 広州               |
| 8  | 2分57秒75 | ヨナサン・サコール、ディラン・ボルリー、ケビン・ボルリー、フローラン・マビーユ                           | ベルギー             | 2024年8月10日 | パリ               |
| 9  | 2分58秒00 | Piotr Rysiukiewicz、Tomasz Czubak、Piotr Haczek、Robert Mackowiak                                        | ポーランド           | 1998年7月22日 | ユニオンデール     |
| 10 | 2分58秒12 | ジャリン・ソロモン,ジェリーム・リチャーズ,マチェル・セデニオ,ラロンデ・ゴードン                          | トリニダード・トバゴ | 2017年8月13日 | ロンドン           |

|    | タイム    | 氏名 | 所属                        | 日付          | 場所               |
| -- | --------- | --- | --------------------------- | ------------- | ------------------ |
| 1  | 3分15秒17 | タチアナ・レドフスカヤ、オルガ・ナザロワ、マリヤ・ピニギナ、オルガ・ブリズギナ                                       | ソビエト連邦                | 1988年10月1日 | ソウル             |
| 2  | 3分15秒27 | シェミアー・リトル、シドニー・マクラフリン、ガブリエル・トーマス、アレクシス・ホームズ                               | アメリカ合衆国              | 2024年8月10日 | パリ               |
| 3  | 3分15秒92 | Gesine Walther、ザビーネ・ブッシュ、ダグマル・ノイバウアー、マリタ・コッホ                                           | 東ドイツ / ドイツ           | 1984年6月3日  | エアフルト         |
| 4  | 3分18秒38 | Yelena Ruzina、Tatyana Alekseyeva、Margarita Khromova-Ponomaryova、イリーナ・プリワロワ                              | ロシア                      | 1993年8月22日 | シュトゥットガルト |
| 5  | 3分18秒71 | ローズマリー・ホワイト、Davita Prendergast、ノブレーン・ウィリアムズ＝ミルズ、シェリカ・ウィリアムズ                 | ジャマイカ                  | 2011年9月3日  | 大邱               |
| 6  | 3分19秒50 | Lieke KLAVER、カテライン・ペーターズ 、リサンネ・デ・ウィッテ、フェムケ・ボル                                        | オランダ                    | 2024年8月10日 | パリ               |
| 7  | 3分19秒72 | ヴィクトリア・オールグー、Laviai NIELSEN、ニコル・イヤーギン、アンバー・アニング                                     | イギリス                    | 2024年8月10日 | パリ               |
| 8  | 3分19秒90 | ソフィー・ベッカー、ラシダ・アデレケ、フィル・ヒーリー、シャーリーン・モーズリー                                     | アイルランド                | 2024年8月10日 | パリ               |
| 9  | 3分20秒32 | Tatána Kocembová、Milena Matejkovicova-Strnadová、Zuzana Moravcikova、ヤルミラ・クラトフビロバ                       | チェコスロバキア · / チェコ | 1983年8月14日 | ヘルシンキ         |
| 10 | 3分20秒53 | ナタリア・カチマレク、 イガ・バウムガルトビタン、 マウゴジャタ・ホラブコバリク、ユスティナ・シビエンティエルセティツ | ポーランド                  | 2021年8月7日  | 東京               |

## 日本記録

### 日本記録の変遷
- 1975年以降の電気計時記録

| タイム    | 氏名                                                         | 日付          | 場所         | 大会                   |
| --------- | ------------------------------------------------------------ | ------------- | ------------ | ---------------------- |
| 3分05秒28 | 麻場一徳、小池弘文、三芝功一、高野進                         | 1983年7月9日  | エドモントン | ユニバーシアード・決勝 |
| 3分05秒09 | 鈴木弘光、鈴木岳生、山内健次、鈴木専哉                       | 1985年9月4日  | 神戸         | ユニバーシアード・決勝 |
| 3分02秒33 | 小中富公一、山内健次、川角博美、高野進                       | 1986年10月5日 | ソウル       | アジア大会・決勝       |
| 3分01秒26 | 小中富公一、高野進、渡辺高博、伊東浩司                       | 1991年8月31日 | 東京（国立） | 世界選手権・予選       |
| 3分00秒76 | 苅部俊二、伊東浩司、小坂田淳、大森盛一                       | 1996年8月3日  | アトランタ   | オリンピック・決勝     |
| 2分59秒51 | 佐藤風雅、川端魁人、ウォルシュ・ジュリアン、中島佑気ジョセフ | 2022年7月24日 | ユージーン   | 世界選手権・決勝       |
| 2分59秒48 | 中島佑気ジョセフ、川端魁人、佐藤風雅、佐藤拳太郎             | 2024年8月9日  | パリ         | オリンピック・予選     |
| 2分58秒33 | 中島佑気ジョセフ、川端魁人、佐藤風雅、佐藤拳太郎             | 2024年8月10日 | パリ         | オリンピック・決勝     |

| タイム    | 氏名                                       | 日付          | 場所         | 大会                     |
| --------- | ------------------------------------------ | ------------- | ------------ | ------------------------ |
| 3分37秒44 | 越本ひとみ、吉田淳子、高畑いずみ、磯崎公美 | 1982年12月2日 | ニューデリー | アジア大会・決勝         |
| 3分35秒82 | 徳田由美子、北川政代、佐藤涼子、天野恵子   | 1991年8月31日 | 東京（国立） | 世界選手権・予選         |
| 3分34秒83 | 天野恵子、笠島里美、山形依希子、柿沼和恵   | 1992年9月20日 | ソウル       | 世界ジュニア選手権・決勝 |
| 3分33秒06 | 杉森美保、柿沼和恵、信岡沙希重、吉田真希子 | 2001年5月26日 | 大阪（長居） | 東アジア大会             |
| 3分30秒53 | 木田真有、丹野麻美、久保倉里美、吉田真希子 | 2007年5月5日  | 大阪（長居） | 国際グランプリ大阪       |
| 3分30秒17 | 青木沙弥佳、丹野麻美、久保倉里美、木田真有 | 2007年9月1日  | 大阪（長居） | 世界選手権・予選         |
| 3分28秒91 | 青山聖佳、市川華菜、千葉麻美、青木沙弥佳   | 2015年8月29日 | 北京         | 世界選手権・予選         |

### 日本歴代パフォーマンス10傑
|    | タイム    | 氏名                                                         | 日付          | 場所       | 大会               |
| -- | --------- | ------------------------------------------------------------ | ------------- | ---------- | ------------------ |
| 1  | 2分58秒33 | 中島佑気ジョセフ、川端魁人、佐藤風雅、佐藤拳太郎             | 2024年8月10日 | パリ       | オリンピック・決勝 |
| 2  | 2分59秒48 | 中島佑気ジョセフ、川端魁人、佐藤風雅、佐藤拳太郎             | 2024年8月9日  | パリ       | オリンピック・予選 |
| 3  | 2分59秒51 | 佐藤風雅、川端魁人、ウォルシュ・ジュリアン、中島佑気ジョセフ | 2022年7月24日 | ユージーン | 世界選手権・決勝   |
| 4  | 3分00秒39 | 地主直央、佐藤風雅、佐藤拳太郎、中島佑気ジョセフ             | 2023年8月26日 | ブダペスト | 世界選手権・予選   |
| 5  | 3分00秒76 | 苅部俊二、伊東浩司、小坂田淳、大森盛一                       | 1996年8月3日  | アトランタ | オリンピック・決勝 |
| 5  | 3分00秒76 | 伊東利来也、川端魁人、佐藤拳太郎、鈴木碧人                   | 2021年8月6日  | 東京       | オリンピック・予選 |
| 7  | 3分00秒98 | 佐藤拳太郎、西裕大、佐藤風雅、川端魁人                       | 2024年5月4日  | バハマ     | 世界リレー         |
| 8  | 3分00秒99 | 山口有希、小坂田淳、伊藤友広、佐藤光浩                       | 2004年8月28日 | アテネ     | オリンピック・決勝 |
| 9  | 3分01秒04 | 高瀬慧、金丸祐三、石塚祐輔、中野弘幸                         | 2012年5月16日 | 大邱       | 大邱国際           |
| 10 | 3分01秒26 | 小中富公一、高野進、渡辺高博、伊東浩司                       | 1991年8月31日 | 東京       | 世界選手権・予選   |

|    | タイム    | 氏名                                       | 日付          | 場所     | 大会                                      |
| -- | --------- | ------------------------------------------ | ------------- | -------- | ----------------------------------------- |
| 1  | 3分28秒91 | 青山聖佳、市川華菜、千葉麻美、青木沙弥佳   | 2015年8月29日 | 北京     | 世界選手権・予選                          |
| 2  | 3分30秒17 | 青木沙弥佳、丹野麻美、久保倉里美、木田真有 | 2007年9月1日  | 大阪     | 世界選手権・予選                          |
| 3  | 3分30秒45 | 青山聖佳、松本奈菜子、小林茉由、岩田優奈   | 2021年6月6日  | 新潟     | デンカアスレチックスチャレンジカップ 2021 |
| 4  | 3分30秒52 | 久保倉里美、丹野麻美、木田真有、青木沙弥佳 | 2008年8月22日 | 北京     | オリンピック・予選                        |
| 5  | 3分30秒53 | 木田真有、丹野麻美、久保倉里美、吉田真希子 | 2007年5月5日  | 大阪     | 国際グランプリ大阪                        |
| 6  | 3分30秒80 | 青山聖佳、松本奈菜子、市川華菜、千葉麻美   | 2014年10月2日 | 仁川     | アジア大会・決勝                          |
| 7  | 3分30秒81 | 久保山陽菜、青山聖佳、松本奈菜子、小林茉由 | 2021年6月27日 | 大阪     | 日本選手権・オープン種目                  |
| 8  | 3分30秒91 | 青山聖佳、石塚晴子、市川華菜、吉良愛美     | 2016年7月10日 | 大阪     | 大阪選手権                                |
| 9  | 3分31秒66 | 高島咲季、青山聖佳、松本奈菜子、岩田優奈   | 2019年9月1日  | 富士吉田 | 富士北麓ワールドトライアル                |
| 10 | 3分31秒72 | 青山聖佳、松本奈菜子、武石この実、岩田優奈 | 2019年5月11日 | 神奈川   | 世界リレー・予選                          |

### 単独チーム歴代10傑
- 実業団・大学・高校などの単独チームが記録した、メンバー別の歴代最高タイムを記載

|    | タイム    | 氏名                                           | 所属       | 日付          | 場所   |
| -- | --------- | ---------------------------------------------- | ---------- | ------------- | ------ |
| 1  | 3分03秒64 | 山﨑琉惟、平川慧、白畑健太郎、廿浦亮仁         | 東洋大学   | 2025年6月8日  | 岡山   |
| 2  | 3分03秒71 | 小林稔、向井裕紀弘、中川亘、 山村貴彦          | 日本大学   | 2000年5月21日 | 神奈川 |
| 3  | 3分03秒96 | 菅野航平、林申雅、 吉川崚、 今泉堅貴           | 筑波大学   | 2023年9月8日  | 東京   |
| 4  | 3分04秒08 | 小川大輝、鈴木碧斗、臼木隼哉、中島佑気ジョセフ | 東洋大学   | 2023年9月17日 | 熊谷   |
| 5  | 3分04秒32 | 鵜池優至、荘司晃佑、井上大地、山本竜大         | 日本大学   | 2020年9月13日 | 新潟   |
| 6  | 3分04秒34 | 小久保友裕、小竹理恩、山内大夢、伊東利来也     | 早稲田大学 | 2020年9月13日 | 新潟   |
| 7  | 3分04秒38 | 長谷川充、庄形和也、井上洋佑、成迫健児         | 筑波大学   | 2005年7月3日  | 東京   |
| 8  | 3分04秒49 | 板橋慎治、山口隆史、為末大、 邑木隆二          | 法政大学   | 2000年5月21日 | 東京   |
| 9  | 3分04秒51 | 渡邉和也、飯塚翔太、松下祐樹、野澤啓佑         | ミズノ     | 2016年9月25日 | 大阪   |
| 10 | 3分04秒52 | 林申雅、 吉川峻、紺野稜真、今泉堅貴            | 筑波大学   | 2023年9月17日 | 熊谷   |

|    | タイム    | 氏名                                         | 所属             | 日付           | 場所   |
| -- | --------- | -------------------------------------------- | ---------------- | -------------- | ------ |
| 1  | 3分34秒70 | 渡辺なつみ、丹野麻美、青木沙弥佳、金田一菜可 | 福島大学         | 2007年10月28日 | 神奈川 |
| 2  | 3分35秒41 | 好井愛結、好井万結、栃尾陽菜、中尾柚希       | 園田学園女子大学 | 2025年6月8日   | 岡山   |
| 3  | 3分35秒90 | 青木沙弥佳、渡辺真弓、千葉麻美、佐藤真有     | 東邦銀行         | 2012年10月28日 | 神奈川 |
| 4  | 3分36秒00 | 青木りん、武石この実、新宮美歩、青木沙弥佳   | 東邦銀行         | 2017年10月29日 | 神奈川 |
| 5  | 3分36秒16 | 伊藤真優、福井彩乃、齋藤朱里、児島柚月       | 立命館大学       | 2025年7月13日  | 岐阜   |
| 6  | 3分36秒28 | 齋藤朱里、児島柚月、伊藤真優、瀧野未来       | 立命館大学       | 2025年6月8日   | 岡山   |
| 7  | 3分36秒38 | 小林茉由、広沢真愛、湯淺佳那子、北村夢       | 日本体育大学     | 2017年10月29日 | 神奈川 |
| 8  | 3分36秒59 | 青木沙弥佳、吉田真希子、千葉麻美、佐藤真有   | 東邦銀行         | 2012年9月1日   | 福島   |
| 9  | 3分36秒64 | 山本亜美、工藤芽衣、瀧野未来、児島柚月       | 立命館大学       | 2024年10月6日  | 東京   |
| 10 | 3分36秒67 | 上山美紗喜、名倉千晃、新宮美歩、三木汐莉     | 東大阪大学       | 2012年10月28日 | 神奈川 |

### チーム別単独チーム歴代10傑
- 実業団・大学・高校などの単独チームが記録した、チーム別の歴代最高タイムを記載

|    | タイム    | 氏名                                       | 所属         | 日付           | 場所   |
| -- | --------- | ------------------------------------------ | ------------ | -------------- | ------ |
| 1  | 3分03秒64 | 山﨑琉惟、平川慧、白畑健太郎、廿浦亮仁     | 東洋大学     | 2025年6月8日   | 岡山   |
| 2  | 3分03秒71 | 小林稔、向井裕紀弘、中川亘、山村貴彦       | 日本大学     | 2000年5月21日  | 神奈川 |
| 3  | 3分03秒96 | 菅野航平、林申雅、吉川崚、今泉堅貴         | 筑波大学     | 2023年10月8日  | 東京   |
| 4  | 3分04秒34 | 小久保友裕、小竹理恩、山内大夢、伊東利来也 | 早稲田大学   | 2020年9月13日  | 新潟   |
| 5  | 3分04秒49 | 板橋慎治、山口隆史、為末大、邑木隆二       | 法政大学     | 2000年5月21日  | 東京   |
| 6  | 3分04秒51 | 渡邉和也、飯塚翔太、松下祐樹、野澤啓佑     | ミズノ       | 2016年9月25日  | 大阪   |
| 7  | 3分04秒53 | 太田和憲、山口光紀、赤松寿長、山口有希     | 東海大学     | 2005年7月3日   | 東京   |
| 8  | 3分04秒58 | 壁谷智之、山縣亮太、茅田昂、小池祐貴       | 慶應義塾大学 | 2014年9月7日   | 埼玉   |
| 9  | 3分04秒77 | 佐野恭太、千葉佳裕、橋本正樹、田中貴仁     | 順天堂大学   | 2001年5月20日  | 神奈川 |
| 10 | 3分05秒02 | 加瀬宏二郎、飯塚翔太、木村淳、 鬼塚祐志    | 中央大学     | 2011年10月30日 | 神奈川 |

|    | タイム    | 氏名                                         | 所属                   | 日付           | 場所   |
| -- | --------- | -------------------------------------------- | ---------------------- | -------------- | ------ |
| 1  | 3分34秒70 | 渡辺なつみ、丹野麻美、青木沙弥佳、金田一菜可 | 福島大学               | 2007年10月28日 | 神奈川 |
| 2  | 3分35秒41 | 好井愛結、好井万結、栃尾陽菜、中尾柚希       | 園田学園女子大学       | 2025年6月8日   | 岡山   |
| 3  | 3分35秒90 | 青木沙弥佳、渡辺真弓、千葉麻美、佐藤真有     | 東邦銀行               | 2012年10月28日 | 神奈川 |
| 4  | 3分36秒16 | 伊藤真優、福井彩乃、齋藤朱里、児島柚月       | 立命館大学             | 2025年7月13日  | 岐阜   |
| 5  | 3分36秒38 | 小林茉由、広沢真愛、湯淺佳那子、北村夢       | 日本体育大学           | 2017年10月29日 | 神奈川 |
| 6  | 3分36秒67 | 上山美紗喜、名倉千晃、新宮美歩、三木汐莉     | 東大阪大学             | 2012年10月28日 | 神奈川 |
| 7  | 3分37秒15 | 小山佳奈、関本萌香、津川瑠衣、村上夏美       | 早稲田大学             | 2020年10月18日 | 神奈川 |
| 8  | 3分37秒41 | 髙野七海、田代恵美、城戸優来、森山静穂       | 福岡大学               | 2023年9月17日  | 熊谷   |
| 9  | 3分37秒43 | 青木沙弥佳、佐藤真有、吉田真希子、千葉麻美   | ナチュリル             | 2010年10月24日 | 神奈川 |
| 10 | 3分37秒67 | 戸谷温海、川田朱夏、戸谷湧海、佐々木梓       | 東大阪大学敬愛高等学校 | 2016年8月2日   | 岡山   |

### チーム別実業団歴代5傑
- 実業団のチームが記録した、チーム別の歴代最高タイムを記載

|   | タイム    | 氏名                                     | 所属           | 日付           | 場所   |
| - | --------- | ---------------------------------------- | -------------- | -------------- | ------ |
| 1 | 3分04秒51 | 渡邉和也、飯塚翔太、松下祐樹、野澤啓佑   | ミズノ         | 2016年9月25日  | 大阪   |
| 2 | 3分05秒54 | 土手啓史、堀江新太郎、田村朋也、小西勇太 | 住友電工       | 2016年9月25日  | 大阪   |
| 3 | 3分06秒07 | 熊谷直人、苅部俊二、簡優好、林弘幸       | 富士通         | 1998年6月14日  | 鳴門   |
| 4 | 3分07秒03 | 松宮功、渡邉孝光、谷田泰平、向井裕紀弘   | 西濃運輸       | 2003年10月12日 | 神奈川 |
| 5 | 3分08秒55 | 泉谷建太、金子信、上野光弘、杉町マハウ   | 日本ウェルネス | 2009年9月27日  | 岡山   |

|   | タイム    | 氏名                                       | 所属       | 日付           | 場所   |
| - | --------- | ------------------------------------------ | ---------- | -------------- | ------ |
| 1 | 3分35秒90 | 青木沙弥佳、渡辺真弓、千葉麻美、佐藤真有   | 東邦銀行   | 2012年10月28日 | 神奈川 |
| 2 | 3分37秒43 | 青木沙弥佳、佐藤真有、吉田真希子、千葉麻美 | ナチュリル | 2010年10月24日 | 神奈川 |
| 3 | 3分40秒78 | 坪田可奈子、齋ともみ、阿部弥生、水上友紀   | 七十七銀行 | 2005年10月9日  | 前橋   |

### 学校別学生歴代5傑
- 大学のチームが記録した、学校別の歴代最高タイムを記載

|   | タイム    | 氏名                                       | 所属       | 日付          | 場所   |
| - | --------- | ------------------------------------------ | ---------- | ------------- | ------ |
| 1 | 3分03秒64 | 山﨑琉惟、平川慧、白畑健太郎、廿浦亮仁     | 東洋大学   | 2025年6月8日  | 岡山   |
| 2 | 3分03秒71 | 小林稔、向井裕紀弘、中川亘、山村貴彦       | 日本大学   | 2000年5月21日 | 神奈川 |
| 3 | 3分03秒96 | 菅野航平、林申雅、吉川崚、今泉堅貴         | 筑波大学   | 2023年10月8日 | 東京   |
| 4 | 3分04秒34 | 小久保友裕、小竹理恩、山内大夢、伊東利来也 | 早稲田大学 | 2020年9月13日 | 新潟   |
| 5 | 3分04秒49 | 板橋慎治、山口隆史、為末大、邑木隆二       | 法政大学   | 2000年5月21日 | 東京   |

|   | タイム    | 氏名                                         | 所属             | 日付           | 場所   |
| - | --------- | -------------------------------------------- | ---------------- | -------------- | ------ |
| 1 | 3分34秒70 | 渡辺なつみ、丹野麻美、青木沙弥佳、金田一菜可 | 福島大学         | 2007年10月28日 | 神奈川 |
| 2 | 3分35秒41 | 好井愛結、好井万結、栃尾陽菜、中尾柚希       | 園田学園女子大学 | 2025年6月8日   | 岡山   |
| 3 | 3分36秒28 | 齋藤朱里、児島柚月、伊藤真優、瀧野未来       | 立命館大学       | 2025年6月8日   | 岡山   |
| 4 | 3分36秒38 | 小林茉由、広沢真愛、湯淺佳那子、北村夢       | 日本体育大学     | 2017年10月29日 | 神奈川 |
| 5 | 3分36秒67 | 上山美紗喜、名倉千晃、新宮美歩、三木汐莉     | 東大阪大学       | 2012年10月28日 | 神奈川 |

### 学校別高校歴代上位
- 高校のチームが記録した、学校別の歴代最高タイムを記載

|   | タイム    | 氏名                                   | 所属               | 日付           | 場所 |
| - | --------- | -------------------------------------- | ------------------ | -------------- | ---- |
| 1 | 3分07秒25 | 北村澪音、安川飛翔、渡辺敦紀、後藤大樹 | 洛南高等学校       | 2025年7月29日  | 広島 |
| 2 | 3分07秒40 | 安川潤也、田島連、梶瑛太、村上祥太郎   | 相洋高等学校       | 2025年7月29日  | 広島 |
| 3 | 3分07秒81 | 庄籠大翔、渕上翔太、小坂洸樹、冨永湧平 | 東福岡高等学校     | 2022年10月2日  | 東京 |
| 4 | 3分07秒94 | 足立朱優、橋詰竜輝、山田那月、上治大琉 | 兵庫県立社高等学校 | 2024年10月5日  | 東京 |
| 5 | 3分08秒32 | 笛木靖宏、山本真也、菅井純平、鈴木哲平 | 成田高等学校       | 2003年10月12日 | 前橋 |

|   | タイム    | 氏名                                         | 所属                   | 日付           | 場所   |
| - | --------- | -------------------------------------------- | ---------------------- | -------------- | ------ |
| 1 | 3分37秒67 | 戸谷温海、川田朱夏、戸谷湧海、佐々木梓       | 東大阪大学敬愛高等学校 | 2016年8月2日   | 岡山   |
| 2 | 3分37秒99 | 大竹佑奈、松本奈菜子、建部カオリ、杉浦はる香 | 浜松市立高等学校       | 2013年8月3日   | 大分   |
| 3 | 3分39秒15 | 篠原美咲、宮地利璃香、志水芹菜、佐藤葵唯     | 船橋市立船橋高等学校   | 2022年11月3日  | 袋井   |
| 4 | 3分39秒45 | 谷口璃奈、好井万結、吉村心、中尾柚希         | 園田学園高等学校       | 2022年11月3日  | 袋井   |
| 5 | 3分39秒90 | 高島菜都美、石川優、金子ひとみ、高島咲季     | 相洋高等学校           | 2018年10月28日 | 北九州 |